# 1321

## أحداث
- بداية الحرب الأهلية البيزنطية 1328-1321 في 1321 والتي انتهت في 1328.
- اندلاع الحرب الأهلية البيزنطية 1328-1321 بعد قيام أندرونيكوس الثالث باليولوج بتمرد على أندرونيكوس الثاني باليولوج.[1]
- تأسيس إمارة بنو تكة في الأناضول.
- تأسيس جامعة فلورنسا.[2]
- 14 أغسطس - إدوارد الثاني ملك إنجلترا يوافق على مضض على طلبات بارُوناته لإرسال مستشاره إرل وينشستر الأول هيو لودوسبونسر وابنه هيو لودوسبونسر الأصغر إلى المنفى.[3]

## مواليد
- ابن جزي الكلبي الكاتب المسلم.

تاريخ غير معروف
- كونت أورغل خايمي الأول

## وفيات
- 12 يناير أو 1322 – ماري من برابانت، قرينة فيليب الثالث ملك فرنسا
- 25 فبراير – بياتريس دي أفيسنيس، قرينة كونت لوكسمبورغ هنري السادس
- 1 يوليو – ماريا من مولينا، قرينة قشتالة
- 13 سبتمبر أو 14 – دانتي أليغييري، شاعر وكاتب إيطالي
- تاريخ غير معروف
  - قطب الدين الخلجي
- أحمد بن محمد العددي
- ابن رشيد السبتي
- مُحتمل – ابن البناء المراكشي، عالم رياضيات مغاربي